# إغناثيو كالديرون
إغناثيو كالديرون (بالإسبانية: Ignacio Calderón)‏ (13 ديسمبر 1943 بغوادالاخارا في المكسيك - ) هو لاعب كرة قدم مكسيكي في مركز حراسة المرمى، شارك في كأس العالم 1970 والألعاب الأولمبية الصيفية 1964 وكأس العالم 1966. وشارك مع منتخب المكسيك لكرة القدم. أما مع النوادي، فقد لعب مع نادي أطلس ونادي جامعة غوادالاخارا ونادي غوادالاخارا.

## وصلات خارجية
- إغناثيو كالديرون على موقع الاتحاد الدولي (مؤرشف)  (الإنجليزية)
- إغناثيو كالديرون على موقع قاعدة بيانات كرة القدم.إي يو (الإنجليزية)
- إغناثيو كالديرون على موقع ناشيونال فوتبول تيمز (الإنجليزية)
- إغناثيو كالديرون على موقع اللجنة الأولمبية الدولية (الإنجليزية)
- إغناثيو كالديرون على موقع أوليمبيديا (الإنجليزية)